# 赵绾
赵绾（？—前139年），西汉儒生，申培弟子。

## 生平
汉武帝初年受重用，官拜御史大夫，推行独尊儒术。建元二年冬十月，御史大夫赵绾因和王臧上书武帝不要再向太皇太后窦氏请示奏报，而遭罢官，两人后死于狱中。

## 家庭
- 父亲：赵□
- 母亲：□氏
- 妻子：□氏

## 註解
1. ↑  《汉书》卷六：二年冬十月，御史大夫趙綰坐請毋奏事太皇太后，及郎中令王臧皆下獄，自殺。